# Враник
44°26′ пн. ш. 15°41′ сх. д. / 44.43° пн. ш. 15.69° сх. д.
Враник (хорв. Vranik) — населений пункт у Хорватії, у Лицько-Сенській жупанії у складі громади Ловинаць.

## Населення
Населення за даними перепису 2011 року становило 7 осіб.
Динаміка чисельності населення поселення:

## Клімат
Середня річна температура становить 9,23 °C, середня максимальна – 23,29 °C, а середня мінімальна – -6,83 °C. Середня річна кількість опадів – 1160 мм.
| Клімат поселення                              | Клімат поселення | Клімат поселення | Клімат поселення | Клімат поселення | Клімат поселення | Клімат поселення | Клімат поселення | Клімат поселення | Клімат поселення | Клімат поселення | Клімат поселення | Клімат поселення | Клімат поселення |
| Показник                                      | Січ.             | Лют.             | Бер.             | Квіт.            | Трав.            | Черв.            | Лип.             | Серп.            | Вер.             | Жовт.            | Лист.            | Груд.            |                  |
| Середній максимум, °C                         | 6,04             | 7,50             | 11,16            | 15,22            | 19,57            | 22,93            | 23,29            | 23,24            | 18,90            | 14,60            | 9,30             | 5,35             |                  |
| Середня температура, °C                       | −0,38            | 1,06             | 4,72             | 8,79             | 13,13            | 16,49            | 18,68            | 18,60            | 14,29            | 9,98             | 4,68             | 0,74             |                  |
| Середній мінімум, °C                          | −6,83            | −5,38            | −1,72            | 2,34             | 6,69             | 10,04            | 14,06            | 13,97            | 9,66             | 5,36             | 0,06             | −3,89            |                  |
| Норма опадів, мм                              | 87               | 87               | 89               | 96               | 86               | 82               | 56               | 72               | 115              | 127              | 146              | 117              |                  |
| Середньомісячна швидкість вітру, м/с          | 2.41             | 2.53             | 2.70             | 2.62             | 2.37             | 2.14             | 2.12             | 2.02             | 2.17             | 2.33             | 2.63             | 2.67             |                  |
| Середньомісячна сонячна радіація, кДж/м²·день | 4780             | 7427             | 10963            | 15506            | 19495            | 21717            | 23565            | 20214            | 14949            | 9581             | 5106             | 3940             |                  |
| --------------------------------------------- | ---------------- | ---------------- | ---------------- | ---------------- | ---------------- | ---------------- | ---------------- | ---------------- | ---------------- | ---------------- | ---------------- | ---------------- | ---------------- |
| Джерело:                                      |                  |                  |                  |                  |                  |                  |                  |                  |                  |                  |                  |                  |                  |